# Derrick Byars
Derrick JaVaughn Byars (Memphis, 25 aprile 1984) è un ex cestista statunitense con cittadinanza ivoriana.

## Carriera
È stato selezionato dai Portland Trail Blazers al secondo giro del Draft NBA 2007 (42ª scelta assoluta).

## Palmarès

### Squadra
- Coppa di Germania: 1

Alba Berlino: 2013

### Individuale
- All-NBDL Second Team (2009)